# Station Borgestad
Station Borgestad is een station in Borgestad in de gemeente Skien in Telemark in Noorwegen. Het stationsgebouw dateert uit 1916 en is een ontwerp van Gudmund Hoel. Het gebouw is een beschermd monument.
Borgestad ligt aan Vestfoldbanen en Bratbergbanen. Sinds 2006 stoppen er geen personentreinen meer.